# Zoophthora humberi
Zoophthora humberi är en svampart som först beskrevs av Aruta & Carrillo, och fick sitt nu gällande namn av Balazy 1993. Zoophthora humberi ingår i släktet Zoophthora och familjen Entomophthoraceae.   Inga underarter finns listade i Catalogue of Life.